# Hoplopleura oxymycteri
Hoplopleura oxymycteri är en insektsart som beskrevs av Ferris 1921. Hoplopleura oxymycteri ingår i släktet Hoplopleura och familjen gnagarlöss. Inga underarter finns listade i Catalogue of Life.